# Teucholabis (Teucholabis) nocturna
Teucholabis (Teucholabis) nocturna is een tweevleugelige uit de familie steltmuggen (Limoniidae). De soort komt voor in het Neotropisch gebied.